# Casa Erols (Guardiola de Berguedà)
La Casa Erols és una obra de Guardiola de Berguedà (Berguedà) inclosa a l'Inventari del Patrimoni Arquitectònic de Catalunya.

## Descripció
Masia de tres crugies de planta rectangular, estructurada en planta baixa i dos pisos superiors amb coberta a dues aigües d'embigat de fusta i teula àrab amb el carener perpendicular a la façana principal. El parament és de carreus de pedra irregulars units amb morter. Les obertures són allindades i disposades de forma simètrica, donant un aspecte molt homogeni al conjunt. Hi ha altres edificis secundàris, alguns d'ells de dimensions considerables, com és el cas de del corral i pallissa, de planta baixa i pis amb moltes obertures i parament similar a la masia pròpiament dita.

## Història
El 938 trobem la primera notícia documental del lloc d'Erols. Al 1291 trobem referències històriques d'una església i al 1295, cites referides a un dels masos de St. Vicenç d'Erols.